# Valor (Pflaume)

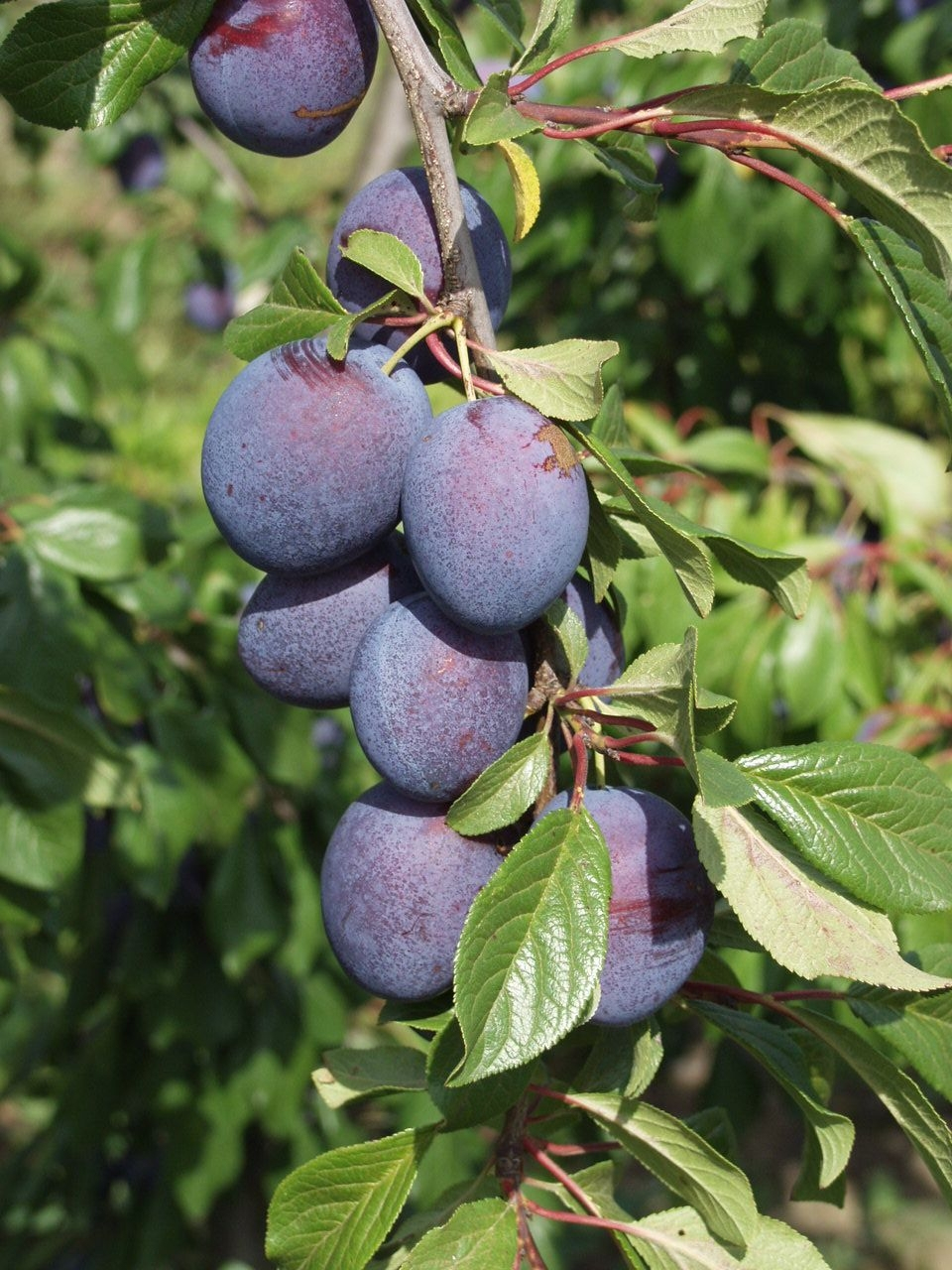
Zwetschgen der Sorte Valor

Valor ist eine mittel bis spät reifende Zwetschgensorte.
Die Sorte wurde 1938 aus der Kreuzung von' Imperial Epineuse' x 'Grand Duke' in Kanada gezüchtet.
Die Früchte reifen Anfang September, sind groß und oval. Das gelbgrüne Fruchtfleisch ist weich und saftig. Es können Harzeinschlüsse im Fruchtfleisch auftreten. Die Früchte weisen sowohl einen hohen Zucker- als auch Säuregehalt auf. Die Schale ist dunkelblau bis violettblau und besitzt eine starke bis sehr starke Bereifung. Der Ertrag setzt früh ein und ist regelmäßig.
Valor ist tolerant gegenüber der Scharkakrankheit.
Die Sorte Toptaste ist eine Kreuzung aus Valor und der Hauszwetschge, ebenso sind die Sorten Topend plus und Haganta Kreuzungen aus Čačaks Beste und Valor.